# 鈴木太郎
鈴木 太郎（すずき たろう、1942年12月22日 -  ）は俳人。俳誌「雲取」主宰。本名は宏。

## 経歴
福島県生まれ。東洋大学文学部国文学科卒業。
1966年、加藤楸邨に師事、俳誌「寒雷」に入会（1970年、退会）。1970年、森澄雄に師事、「杉」創刊に参加。翌年、第1回杉賞を受賞
。1984年、同人誌「晨」創刊に参加（1997年、退会）。1990年、超結社の勉強会「塔の会」に入会（その後、幹事）。1997年、「雲取」を創刊し、主宰。

## 著書
- 句集『山朴』　1973年
- 句集『雲取』　1983年
- 句集『冬祭』　1988年
- 『森澄雄の恋の句』　邑書林、1992年　ISBN 9784946407260
- 『太郎の体験的俳句入門』　北溟社、1999年　ISBN 9784809682025
- 句集『秋顆』　角川書店、2007年　ISBN 9784048762984
- 句集『花朝』　本阿弥書店、2017年　ISBN 9784776813248